# ديفيد لوري (مخرج)

ديفيد لوري (بالإنجليزية: David Lowery)‏ هو مخرج أمريكي ولد في 26 ديسمبر 1980 في مدينة ميلواكي،ويسكنسن.

## وصلات خارجية
- ديفيد لوري (مخرج) على موقع IMDb (الإنجليزية)
- ديفيد لوري (مخرج) على موقع ألو سيني (الفرنسية)
- ديفيد لوري (مخرج) على موقع أول موفي (الإنجليزية)
- ديفيد لوري (مخرج) على موقع أول موفي (الإنجليزية)
- ديفيد لوري (مخرج) على موقع قاعدة بيانات الأفلام السويدية (السويدية)
- ديفيد لوري (مخرج) على موقع قاعدة بيانات الفيلم (الإنجليزية)
- ديفيد لوري (مخرج) على موقع كينوبويسك (الروسية)